# Parahancornia fasciculata
Parahancornia fasciculata är en oleanderväxtart som först beskrevs av Jean Louis Marie Poiret, och fick sitt nu gällande namn av Raymond Benoist. Parahancornia fasciculata ingår i släktet Parahancornia och familjen oleanderväxter. Inga underarter finns listade i Catalogue of Life.